# Fernando Senderos
Fernando Senderos Mestre (3 de marzo de 1950) es un jinete mexicano que compitió en la modalidad de salto ecuestre. Ganó tres medallas en los Juegos Panamericanos, en los años 1975 y 1979.

## Palmarés internacional
| Juegos Panamericanos | Juegos Panamericanos      | Juegos Panamericanos | Juegos Panamericanos |
| Año                  | Lugar                     | Medalla              | Categoría            |
| -------------------- | ------------------------- | -------------------- | -------------------- |
| 1975                 | Ciudad de México (México) | Medalla de oro       | Individual           |
| 1975                 | Ciudad de México (México) | Medalla de plata     | Por equipos          |
| 1979                 | San Juan (Puerto Rico)    | Medalla de bronce    | Por equipos          |